# Eccidio di Capolapiaggia
L'eccidio di Capolapiaggia è stata la più grave strage compresa tra gli 8 episodi violenti avvenuti dopo l'armistizio di Cassibile dal 16 marzo e il 27 giugno del 1944 nella zona di Camerino in località Capolapiaggia, Letegge, Pozzuolo e Pielapiaggia. Si contarono in tutto 79 vittime.

## Contesto bellico
A causa della pressante avanzata delle milizie alleate verso la Linea Gotica, la zona delle Marche è stata colpita da una serie di stragi senza precedenti, soprattutto nel 1944, quando le truppe nazifasciste erano già in fase di ripiegamento.

Gli scontri tra i partigiani e i nazifascisti si susseguirono intensamente, trattandosi di un territorio strategico per le vie di comunicazione, tra cui era compresa la strada statale 77 che si collegata direttamente alla Flaminia e a quella della Valnerina che partendo da Terni raggiungeva la 77 passando per Visso e Pieve Torina, considerate arterie di grande rilevanza per l’asse, poiché allora erano le sole vie carrabili che collegavano il Mar Tirreno  all’Adriatico e che potevano permettere lo spostamento di mezzi corazzati e truppe.

## L'eccidio
L'episodio del 24 giugno del 1944 avvenne in varie frazioni a nord-est di Camerino: Pozzuolo, Leteggiole, Pielapiaggia, Letegge, Statte, e Capolapiaggia. In quest’ultimo abitato erano acquartierati i partigiani del Battaglione Gian Mario Fazzini, guidato dal reverendo don Nicola Rilli, conosciuto soprattutto come il Comandante Lino. La composizione della compagnia era molto varia e accoglieva professionisti della zona, renitenti alla leva, soldati sbandati, studenti italiani e greci, operai e 24 carabinieri del comando stazione di Camerino, guidati dal Capitano Gabrielli di netto orientamento badogliano.

Già dal 13 giugno Camerino, senza più autorità politiche e militari, era in mano ai tedeschi. Alcuni giorni prima, il battaglione Fazzini si era trasferito a Paganico per motivi di sicurezza, ma il 23 giugno, ricevette l’ordine di ritornare alla base passando per Serrapetrona e nella frazione Castel San Venanzio. Lo stesso giorno si mossero da Camerino anche i reparti nazifascisti pronti per un imminente rastrellamento. Una parte del contingente si arrestò in località Ponti, altri procedettero per Torre Beregna e Torrone e altri ancora si diressero verso le frazioni di Campolarzo, Capolapiaggia e Bistocco, con il chiaro obiettivo di circondare i villaggi.

La zona del camerte era rimasta nella morsa delle truppe tedesche, subendo devastazione e brutalità dal passaggio dei reggimenti in ritirata verso nord. Di fatto appena due giorni prima l’eccidio, erano stati assassinati 13 uomini nella frazione di Morro.

Il 24 mattina l’artiglieria pesante era già piazzata a Sopraffonte, dove era insediato il comando delle operazioni da parte dei tedeschi.

Per la ricorrenza della festa di San Giovanni Battista, da quelle parti santo molto venerato, a Letegge erano presenti alcune centinaia di persone tra cui anche molti sfollati provenienti da Camerino per assistere alla messa nella piccola chiesa. Alle 12:30, a funzione terminata mentre i fedeli stavano uscendo della chiesa, le campane suonarono. I tedeschi insospettiti interpretarono il fatto come un chiaro segnale rivolto ai partigiani; al contrario i partigiani lo ritennero un segnale delle spie tedesche. In quel momento partì il primo colpo di cannone che abbatté il campanile uccidendo le prime vittime.

Alcuni partigiani morirono nel primo scontro, mentre a Pozzuolo i soldati tedeschi iniziarono il rastrellamento casa per casa in cerca di civili e partigiani. Tra Letegge e Pozzuolo furono trucidati 15 uomini fra cui il brigadiere Ernesto Bergamin e un ragazzo di 16 anni. Molti del battaglione Gian Mario Fazzini riuscirono a fuggire per via della nebbia che era scesa dopo un acquazzone estivo. Tutti gli uomini rastrellati a Pozzuolo furono scortati a Capolapiaggia salendo da Pielapiaggia. Durante il tragitto furono uccise altre due persone, tra cui l’appena quattordicenne Siro Borgarucci. Giunti a destinazione prima furono giustiziati i partigiani, poi i civili rimasti.

I cadaveri furono lasciati a Capolapiaggia fino al 29 giugno, quando i nazisti concessero il permesso di seppellire i morti nel camposanto.